# Mandevilla columbiana
Mandevilla columbiana är en oleanderväxtart som beskrevs av J.F.Morales. Mandevilla columbiana ingår i släktet Mandevilla och familjen oleanderväxter. Inga underarter finns listade i Catalogue of Life.